# Genaro Castells i Reig
Genaro Castells i Reig (1850-1935) Nascut a Barcelona, fill de Bernardo Castells i Brunet i de Mª Anna Reig i Cantó. , Industrial i mecenes Barceloní, propietari de “Hijos de Bernardo Castells S.A.” empresa que va fundar el seu pare a 1834, com a  “Bernardo Castells e hijos”, al c/Ferrer de Blanes 6-8 (al barri de Gràcia), de gran prestigi i molt considerada, es dedicava a material militar, medalles, banderes, galons militars. endavant, obriria una selecta botiga al carrer Escudellers 17, on el negoci passaria a dir-se inicialment “Castells e Hijos” i deprés va quedar com “Hijos de Bernardo Castells S.A.”. La botiga va ser saquejada durant la Guerra Civil espanyola i va tancar definitivament, però van continuar treballant des del taller de Gràcia. Després de la seva mort van continuar el seu fill Julio Castells i Fabrega (1874-1959) i després als nets Luis Castells Valls (1901-1942) com a Apoderat fins la seva prematura mort, i Alfons Castells Valls(+1989) fins que a 1980 va cessar definitivament la seva activitat, (segons fons familiars).
Va ser anomenat proveïdor de la Real Audiència en 1906. Se li adjudiquen totes les Ordres Espanyoles (Ordre Isabel la catòlica, ordre del mèrit Naval, Ordre de la creu Roja…).
Formà part del Sometent com a Primer Cabo del Districte del "Sometent de la Salud", sent un dels membres fundadors i actius(5). Tenia la patent de la carabina Montserrat, un model fet per al Sometent i vigilants que venia a la botiga. Estava en possessió de les plaques del Mèrit militar, Creu blanca de segona classe del Mèrit naval (gener 1917), Isabel la Catòlica, Carlos III , Creu Roja i d'altres condecoracions.(3)

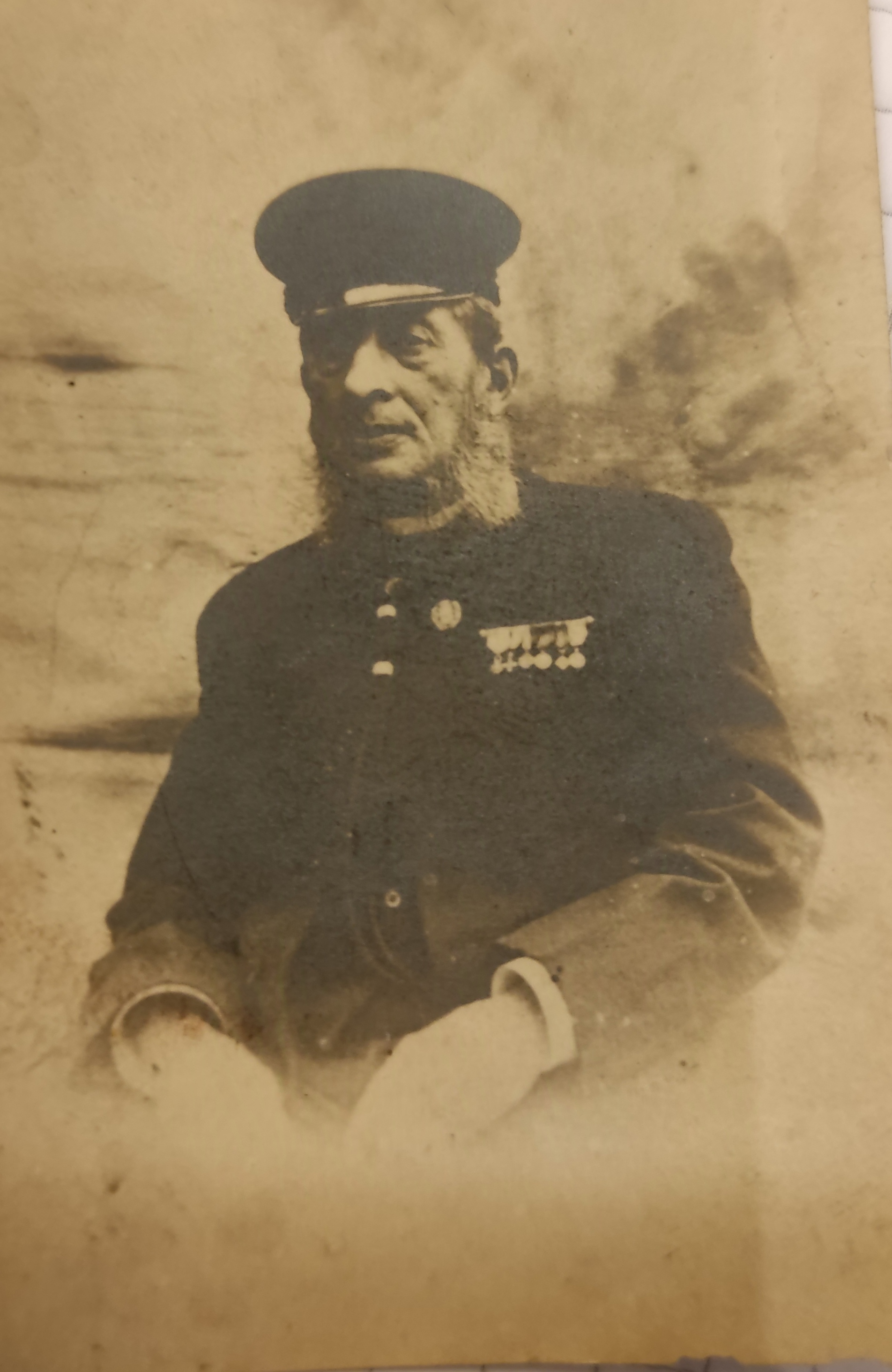
Genaro Castells i Reig

Segons el diari "El Estandarte (Madrid 17/9/19890)", D. Genaro Castells va ser rebut per la reina Regent amb motiu de la presentació de la medalla commemorativa de l'Expo de Barcelona de 1988, a qui va obsequiar amb una de plata que va ser vivament agraïda amb grans elogis per part de la reina Regente, segons diu la mateixa notícia del diari.
Segons "Arquitectura i Construcción del Año I, Núm 16 de Barcelona 23 octubre de 1897, se li va concedir el permís per a edificar la torre al barri de Gràcia (Travessera de Dalt/Sors), on varen començar a anar de vacances i posteriorment si van quedar a viure ell i els seus descendents, fins els voltants de 1970 que amb l'ampliació de la travessera de Dalt es va edificar una casa de pisos.
Membre de "l'Associació de Propietaris del Barri de la Salut”. Segons cita el llibre: "La Historia d'un club de tenis" de Carles Sindreu i Pons, a Don Genaro Castells se li considerava el rei de la Travessera de Dalt, per la seva gran implicació amb el barri. Un home original i singular, segons es cita en el mateix llibre.

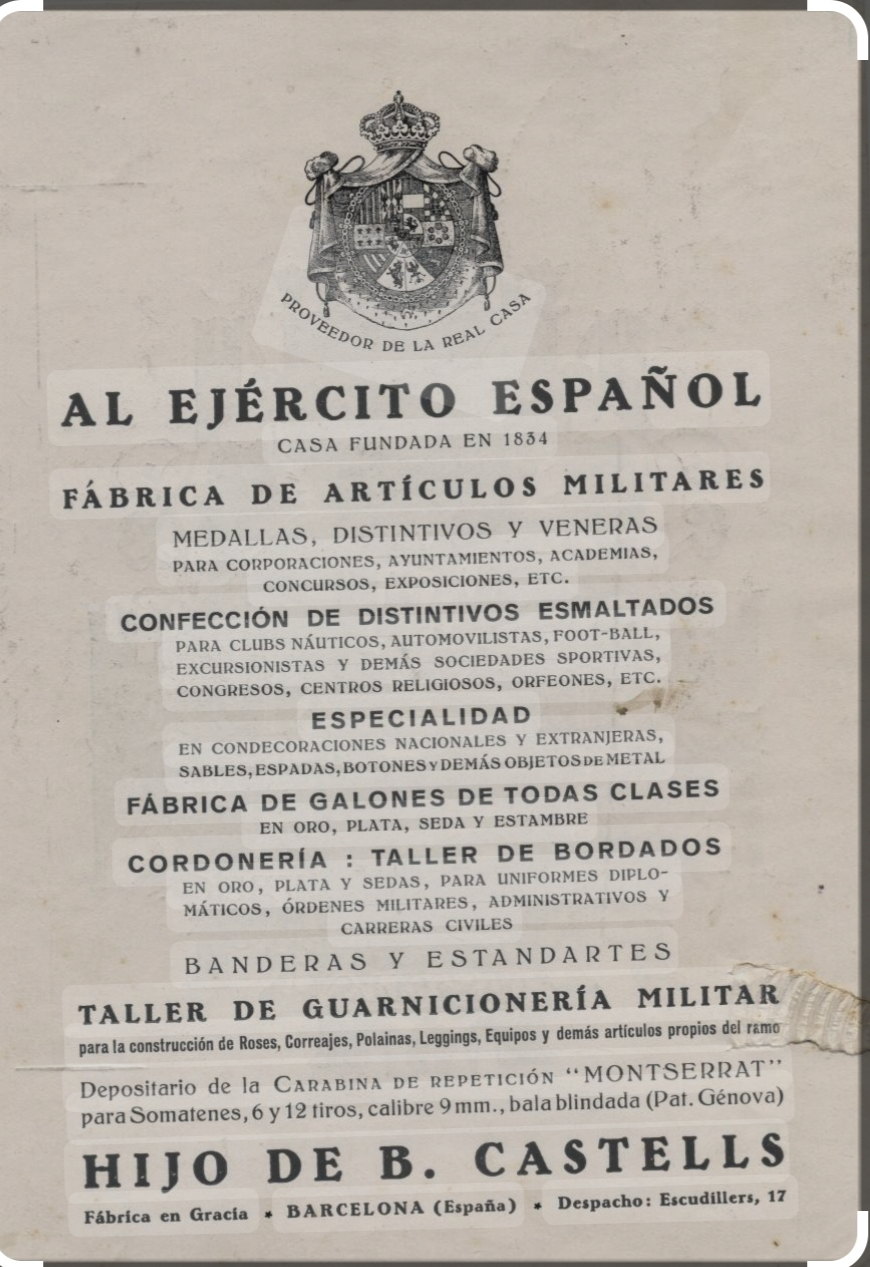
Fulletó empresa familiar

La Salut, pels voltants de 1850, va començar a ser un barri d'estiueig en el que les famílies ( Morera, Regás, Cucurella, Aleu, Castells, Puig, Marco, Rosich, entre d'altres), per a distreures i passar estones divertides van crear el "Salut Sport Club", actualment “ Club Tennis La salut”, destacà molt participativament en les Juntes directives, tot i que no va ser President, exercia com a tal dirigint juntes directives i prenent decisions importants pel be del club. Va crear l'stand de tir per a armes curtes i llargues de guerra al mateix club La salut, en el lloc on nara hi ha la piscina, segons consta en el mateix llibre de Carles Sindreu.
Casat amb Ignàcia Rosa Mª del Carme Fàbrega i Jaurés, nascuda a Arenys de Munt (1851-1935). Varen tenir 6 fills: Julio (Barcelona 13/8/1873-23/12/1959), Alfredo (Barcelona + 13/3/1967), Herminio (Barcelona 19/2/1885-17/11/1971), Ricardo (Barcelona +20/2/1933), Ernesto (Barcelona +18/5/1951) i Clotilde Castells i Fàbrega (Barcelona 1980-29/12/1938).
Va morir a Barcelona el dia 12 d'Agost de 1935, descansa al Cementiri del Poblenou de Barcelona. La seva tomba està catalogada de Monument Mortuori per l'Ajuntament de Barcelona.(6)